# Nuraghe Aiga

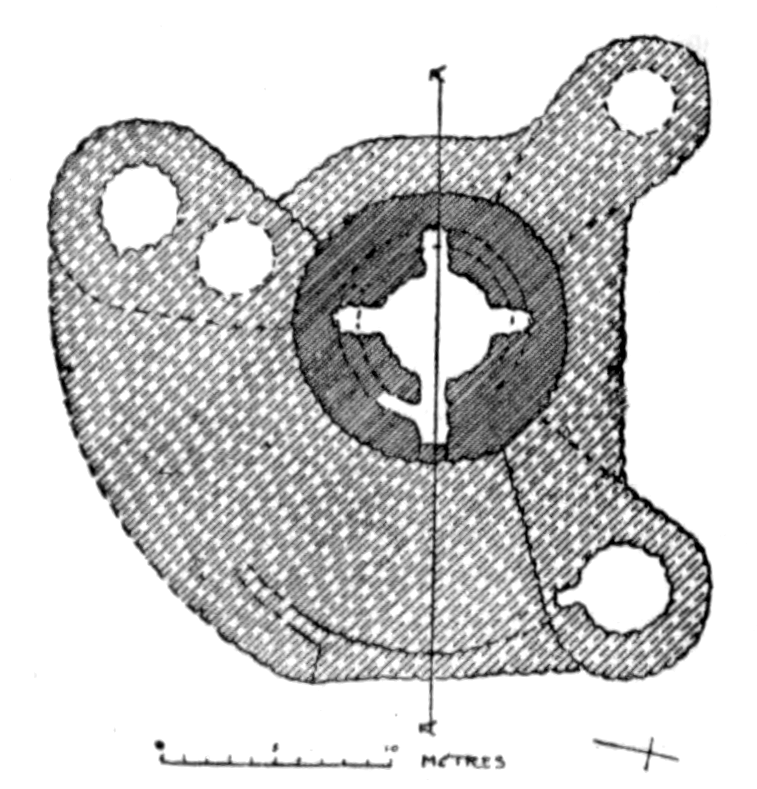
Plan der Nuraghe Aiga

Die Nuraghe Aiga ist eine Trilobati genannte Nuraghe, die aus drei mit Kurtinen verbundenen Außentürmen und dem zentralen Turm (italienisch Mastio) besteht, die durch Treppen und Gänge miteinander verbunden, heute aber teilweise nicht mehr nutzbar sind. Anlagen dieser Art werden auch Nuraghenkomplexe (italienisch Nuraghi complessi) genannt. Die Nuraghe Aiga liegt bei Abbasanta in der Provinz Oristano auf Sardinien.

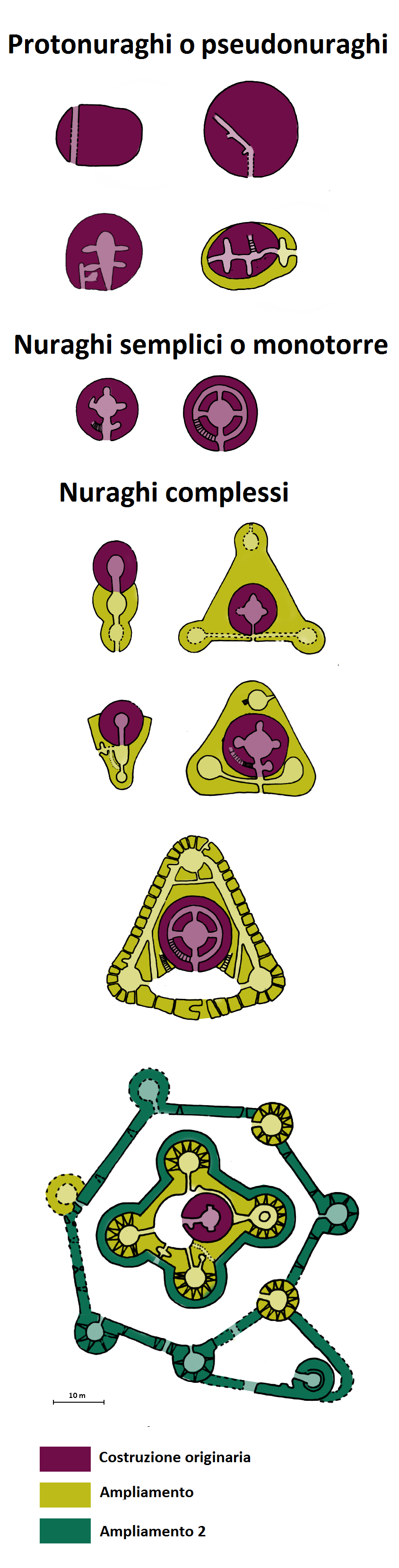
Nuraghenentwicklung und Typen

Die Nuraghe kann nur durch das Fenster im ersten Stock des Mastio betreten werden. Das Tholosgewölbe der Kammer ist intakt. In der Kammer liegen drei axial angeordnete Nischen. Eine Treppe führt ins Erdgeschoss, das von beträchtlicher Größe ist und durch drei große etwa 4,0 Meter hohe Nischen in einem Kreuz mit dem Zugang, der einen monumentalen Sturz hat, gekennzeichnet ist. Die Ecktürme sind aufgrund des Einsturzes und der Vegetation in schlechtem Zustand.
In der Nähe liegen das Gigantengrab von Su Pranu und die Nuraghe Losa.